# Tubo (El Abra)
Tubo es un municipio de cuarta  categoría perteneciente a  la provincia de El Abra en la Región Administrativa de La Cordillera (RAC) situada al norte de la  República de Filipinas y de la isla de Luzón, en su interior.

## Geografía
Se trata del municoio más meridional del Abra y el segundo en cuanto a extensión superficial.
con sus 409.87km2. Según el censo del 2007, contaba con una población de 5.588 habitantes, 5.719 el día primero de mayo de 2010

### Ubicación
| Noroeste:Luba                  | Norte: Boliney                          | Noreste: Pasil (Kalinga)     |
| Oeste: San Emilio (Ilocos Sur) |                                         | Este: Lubuagan (Kalinga)     |
| Suroeste: Quirino (Ilocos Sur) | Sur: Besao Sagada y Bontoc (La Montaña) | Sureste: Sadanga(La Montaña) |

### Barangayes
El municipio de Tubo se divide administrativamente en 10 barangayes o barrios, 9 de los cuales tienen carácter rural, mientras que el restante es considerado como  urbano.
| Barangay           | Población (2007) | Población (2010) | Código (2012) |
| ------------------ | ---------------- | ---------------- | ------------- |
| Alangtin           | 651              | 650              | 140126001     |
| Amtuagan           | 454              | 494              | 140126002     |
| Dilong             | 810              | 818              | 140126003     |
| Kili               | 424              | 426              | 140126004     |
| Mayabo (Población) | 562              | 582              | 140126005     |
| Supo               | 658              | 732              | 140126006     |
| Tiempo             | 805              | 800              | 140126007     |
| Tubtuba            | 537              | 491              | 140126008     |
| Wayangan           | 432              | 480              | 140126009     |
| Tabacda            | 255              | 246              | 140126010     |